# La Marche funèbre des marionnettes
La Marche funèbre des marionnettes (titre original : The Funeral March of the Marionettes) est un roman court de science-fiction écrit par Adam-Troy Castro, paru en 1997 puis traduit en français et publié aux éditions Le Bélial' en 2024. L'auteur a écrit une suite parue six ans plus tard intitulée Les Fils enchevêtrés des marionnettes.

## Résumé
La planète Vlhan possède une caractéristique qui la rend des plus originales parmi les millions de planètes de la Confédération homsap qui regroupe les homo sapiens. Le Ballet annuel des marionnettes, nom familier par lequel les humains désignent les Vlhanis, est un spectacle de danse auquel participe cent mille de ces créatures. Les Vlhanis sont une espèce sentiente dont le corps est composé d'une sphère noir brillant parfaitement lisse d'environ un mètre de diamètre sur laquelle sont attachées entre huit et vingt-quatre tentacules noir luisant appelées fouet. Ces fouets peuvent mesurer jusqu'à trente mètres et sont totalement souples mais capables de devenir extrêmement rigides et véloces. Ils servent de moyens de déplacement, préhension et communication.
Chaque année, cent mille Vlhanis se rassemblent et se mettent à danser dans un ballet soigneusement chorégraphié, pour ne jamais s'arrêter. Soit leur cœur explose sous cet effort infini, soit certains danseurs perdent la maîtrise de leurs fouets et tuent leurs congénères par inadvertance. Personne ne ressort vivant du Ballet annuel des marionnettes. Ce spectacle est vu par les planètes de la Confédération homsap comme ce qu'il y a de mieux en matière artistique, même si aucune race sentiente ne parvient à le décrypter.
Alex Gordon, exolinguiste de la Confédération homsap âgé de vingt-deux ans, assiste pour la troisième fois au Ballet des Vlhanis. Mais il détecte assez vite une anomalie sans précédent : une humaine augmentée notamment par des implants de tentacules participe à la danse ! Jusqu'à présent, nul ne s'est joint à cette danse dont la signification n'a jamais été percée. Et pourtant cette humaine semble en phase avec les Vlhanis qui l'acceptent comme une des leurs et la laisse danser avec eux. L'ambassadeur humain, Hai Dhiju, demande alors à Alex Gordon, qui travaille pour lui, de régler la situation au plus vite, étant responsable de la vie de ses compatriotes et ne voulant donc pas voir cette humaine décéder. Sans plus réfléchir, Alex se rend sur le lieu du Ballet, accompagné par Hurrr'poth, son homologue de la délégation riirgaanne, et tente de convaincre Isadora, puisque telle est son nom, de quitter le Ballet et de le suivre. Mais celle-ci refuse, sans expliquer pourquoi. Alex éprouve immédiatement des sentiments amoureux envers Isadora et il met alors sa vie en jeu, lui affirmant qu'il resterait à ses côtés pour y périr, les fouets des Vlhanis devant le frapper à un moment ou un autre. Ne pouvant accepter d'avoir une mort sur sa conscience, Isadora suit Alex et Hurrr'poth, quittant le Ballet. Aussi étonnant que cela paraisse, le Ballet s'interrompt petit à petit, chose qui ne s'était jamais arrivé auparavant.
Plus tard, des Vlhanis, pourtant les êtres parmi les plus amicaux qui soient, attaquent des humains puis prennent d'assaut l'ambassade humaine afin de récupérer Isadora. Tandis que les représentants des autres espèces présents sur la planète pressent les humains à rendre la danseuse, l'ambassadeur humain s'y refuse totalement. Mais il est très difficile de se défendre face à de telles créatures et, face au carnage déclenchés par les Vlhanis, Alex se résout à ramener Isadora, qui ne demande de son côté que cela. La mort dans l'âme, il la regarde commencer à danser, puis les Vlhanis l'éloignent de force afin qu'il ne puisse plus rien essayer pour sauver Isadora.
Plusieurs heures plus tard, Hurrr'poth vient retrouver Alex et lui annonce la mort d'Isadora.